# Консеквенциализм
Консеквенциали́зм (от консеквент, лат. consequens — «следствие, вывод, результат») — группа моральных теорий, где критерием нравственной оценки является результат (консеквент) поведения. Таким образом, с точки зрения консеквенциалистов, морально правым является такое действие или бездействие, которое даёт хорошие результаты или последствия (включая те последствия, которые возникли в ходе достижения этих результатов). Историческими формами консеквенциализма являлись моизм, эвдемонизм, гедонизм, утилитаризм и разумный эгоизм.
Большая часть политических аргументов в современном мире консеквенциальна по форме. Одна из главных трудностей консеквенциализма вызвана парадоксом, заключающимся в том, что приверженность консеквенциализму может не давать таких хороших результатов, как другие парадигмы: например, в религиозных обществах может быть больше порядка и довольства, чем в светских.

## Консеквенциализм, деонтология и этика добродетели
В этическом смысле отличие консеквенциализма от деонтологии состоит в том, что в последней даётся оценка правильности или неправильности поведения в зависимости от следования моральным принципам, то есть от мотивации самого поведения, а не от результатов данного поведения. Консеквенциализм также отличается от этики добродетели, которая при определении моральности поступка фокусируется на моральных качествах субъекта больше, чем на последствиях его действия или бездействия.
Эти три подхода к морали могут приводить как к одинаковым действиям и оценкам, так и к разным.
Например, консеквенциалист не будет лгать, потому что ложь приведёт к отрицательным последствиям. Деонтологист не будет лгать, потому что это запрещается моральными предписаниями и правилами, а сторонник этики добродетели не будет лгать, поскольку ложь противна его добродетельной сущности, которую он намерен беречь.
Однако разница в подходах становится очевидной, когда благих целей добиваются не благими средствами, и благие намерения приводят к негативным последствиям. Эти противоречия иллюстрируют известные высказывания — «цель оправдывает средства», «благими намерениями вымощена дорога в ад» и «хотели как лучше, а получилось как всегда».
Есть также мнения, что консеквенциализм и деонтология не обязательно должны быть взаимно исключающими. Например, Томас Скэнлон выдвигает идею о том, что права человека, которые обычно считаются деонтологической концепцией, имеют смысл только благодаря последствиям наличия этих прав. Точно так же Роберт Нозик приводил доводы в пользу теории, которая в основном является консеквенциалистской, но включает в себя нерушимые «побочные ограничения», которые ограничивают разрешенные виды действий, даже если предполагается, что их последствия будут благоприятными.

### В правосудии
УК РФ и судебная практика в теории определяют тяжесть наказания за преступления, исходя из последствий деяния, намерений и особенностей личности подсудимого (деятельное раскаяние, рецидив преступлений). Таким образом, гипотетически во внимание принимаются все три подхода к оценке поведения человека.

## Критика
Этические критики консеквенциализма полагают, что консеквенциализм следует максиме «цель оправдывает средства», которая утверждает, что «если цель очень важна, то любой путь её достижения является приемлемым».
Невозможность предсказать далекие последствия даже малых действий и теория хаоса не дают оценить этичность какого-либо действия со стопроцентной уверенностью, в связи с чем моральная ответственность может быть наложена только на действия с предсказуемыми последствиями.